# Teatr Nowy w Warszawie (1881–1901)

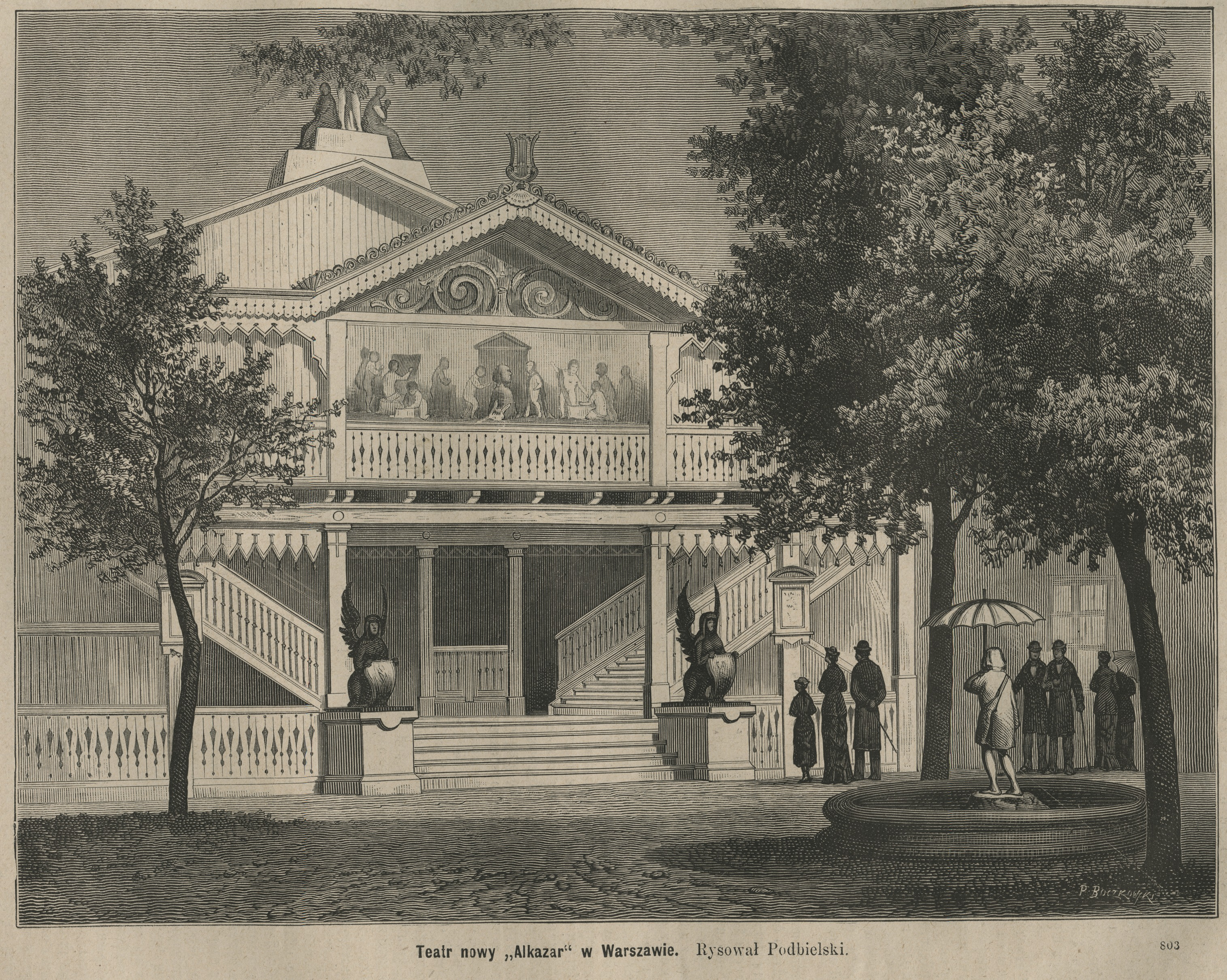
Teatr Nowy w Warszawie

Teatr Nowy – teatr w Warszawie działający w latach 1881–1901, będący częścią Warszawskich Teatrów Rządowych. Otwarty 3 września 1881 jako letnia scena Teatru Małego. Mieścił się w sali byłego teatru ogródkowego Alkazaar mieszczącej 700 widzów, przy ul. Królewskiej.
Od 1890 kierownikiem zespołu operetki i farsy Teatru Nowego i Małego był Ludwik Śliwiński.